# Chilhowee, Missouri
Chilhowee, Missouri (енгл. Chilhowee) град је у америчкој савезној држави Мисури.

## Демографија
По попису из 2010. године број становника је 325, што је 4 (-1,2%) становника мање него 2000. године.
| Група             | 2000.       | 2010.       |
| Белци             | 315 (95,7%) | 308 (94,8%) |
| Афроамериканци    | 2 (0,6%)    | 0 (0,0%)    |
| Азијати           | 0 (0,0%)    | 0 (0,0%)    |
| Хиспаноамериканци | 0 (0,0%)    | 4 (1,2%)    |
| Укупно            | 329         | 325         |